# Іспанське економічне диво

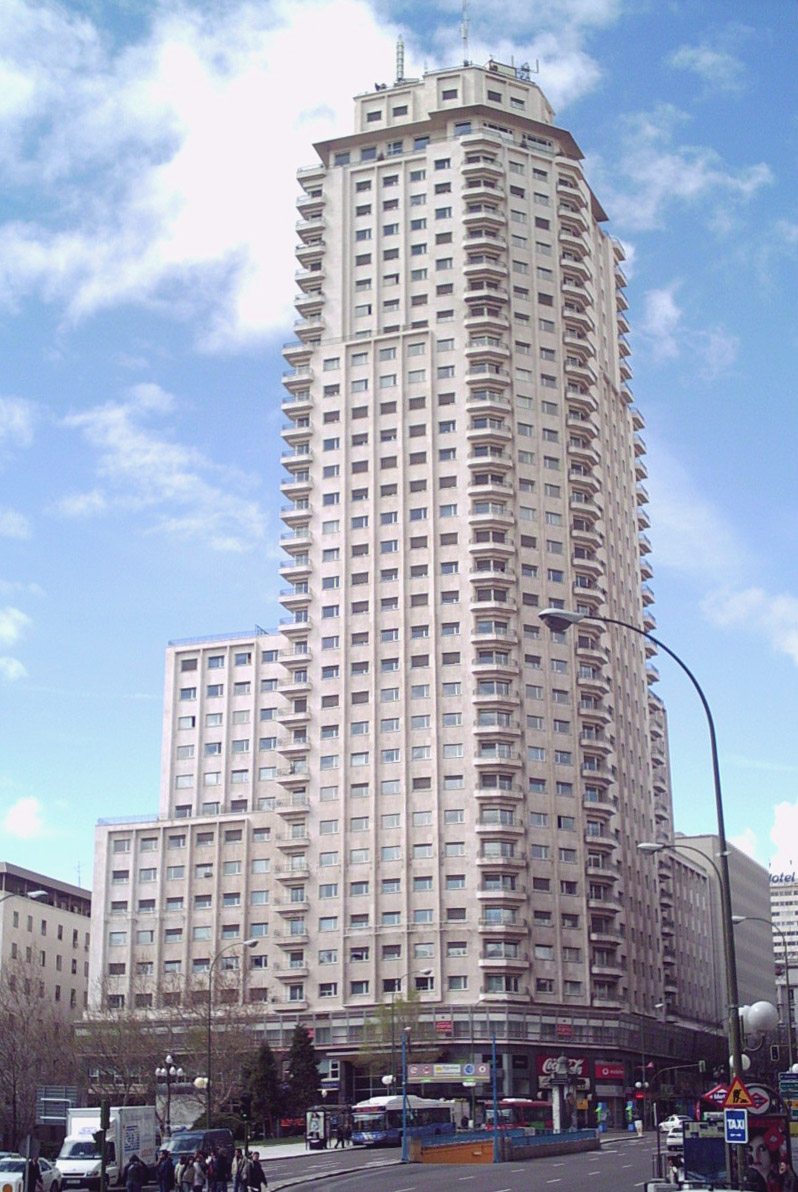
142-метровий хмарочос Мадридська вежа, збудований 1957 року, сповістив про початок іспанського економічного дива

Іспанське економічне диво (ісп. El Milagro español, дослівно "Іспанське диво") — історичний феномен рекордного зростання іспанської економіки, що розпочався 1959 року та тривав до 1973. Завершення іспанського економічного буму позначилось світовою нафтовою кризою 1973 року.

## Історія

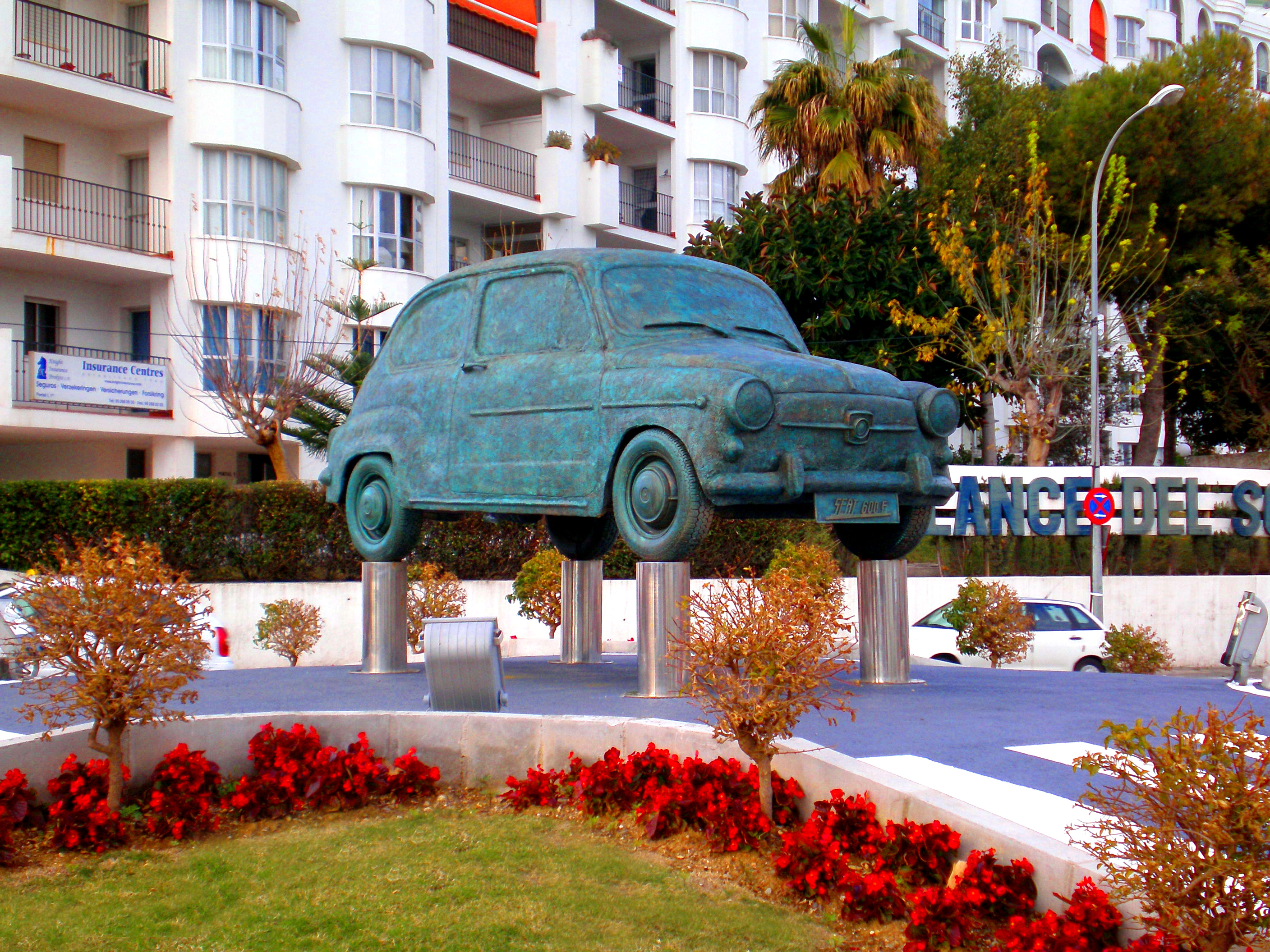
Пам'ятник SEAT 600, символу іспанського дива, у Фуенхірола, Іспанія

XIX століття в Іспанії відзначилось політичною та соціальною нестабільністю, що мало негативний вплив на економічний розвиток, залишивши Іспанію далеко позаду більшості країн Західної Європи. Наприкінці XIX й на початку XX століття Іспанія досягла відносної стабільності, що призвела до значного зростання економіки. У 1920-их роках повернулась політична нестабільність, на яку нашарувалась Велика депресія (1929—1933), призвівши до повалення монархії та встановлення республіки, в результаті все скінчилось руйнівною громадянською війною (1936—1939). Війну виграли націоналістичні сили на чолі з генералом Франсіско Франко, який установив у країні диктатуру.
Незважаючи на те, що під час Другої світової війни Іспанія не була країною, що воює, відкрита підтримка країн Осі призвела до періоду повоєнної ізоляції, зокрема, низка країн відкликали своїх послів, багато країн, як західні, так і комуністичного блоку, приєднались до торгового ембарго. У відповідь режим Франко застосував політику автаркії. Відновлення економіки відбувалось украй повільно. Промислове виробництво повернулось на рівень 1936 року лише 1955, сільськогосподарський сектор зміг відновити свій рівень до громадянської війни ще пізніше, 1959 року. Поступове відновлення дипломатичних відносин зі США та їхніми союзниками у 1950-их роках, що було пов'язано зі стратегічною важливістю Іспанії, яка зростала за умов протистояння між Заходом і Сходом, призвело до зростання рівня зовнішньої торгівлі та обсягів іноземних інвестицій, а, відповідно, до зниження економічних труднощів Іспанії.
«Економічне диво» було спричинено реформами, які просували так звані «технократи», які, за згоди Франко, розробили та здійснювали політику розвитку іспанської економіки під керівництвом Міжнародного валютного фонду. Технократи стали для Іспанії новим класом політиків, які замінили стару фалангістську гвардію. Реалізація стратегії, розробленої технократами, набувала форми планів розвитку та мала значний успіх: у 1960-их роках Іспанія стала другою в світі за темпами економічного зростання, дещо відстаючи від Японії, ставши в результаті дев'ятою за величиною економікою світу. Завдяки успішній політиці технократів Іспанія приєдналась до промислово розвинених країн, залишивши в минулому злидні й відсталість, що були притаманні країні після втрати більшої частини своєї імперії на початку XIX століття.
Однак економічне зростання, стимульоване державою, мало багато недоліків, що чітко виявились під час кризи 1970-их років. Це не лише завдало серйозних екологічних збитків, але й призвело до нерівномірного розвитку регіонів, залишивши багато з них у скруті, та, зрештою, спричинило проблеми, деякі з яких не вдалось вирішити навіть у 2000-их роках.
Багато в чому економічне зростання пояснювалось широкомасштабними державними інвестиціями в інфраструктуру та в окремі важливі галузі, а також відкриттям Іспанії як популярного туристичного напрямку. Диво завершило період автаркії 1940-их—1950-их років та стало відповіддю на економічну кризу в Іспанії, спричинену Громадянською та Другою світовою війною. В результаті економічного зростання спостерігались помітні покращення рівня життя й розвитку середнього класу. Хоч Іспанія до її вступу до Європейської Спільноти 1986 року залишалась економічно менш розвиненою відносно найбільших країн Західної Європи (за винятком Португалії, Греції й Ірландії), однак загальне зростання продовжилось, і за кілька років країна досягнула того ж рівня, що й решта держав. Іспанія стала п'ятою за величиною економікою в ЄС та, в абсолютному виразі, дванадцятою в світі. 1974 року прибуток на душу населення в Іспанії становив 79 % від середнього показника по Західній Європі, а 2004 року перевищив 90 % від середнього прибутку на душу населення. Після приєднання до Європейського Союзу більш відсталих східноєвропейських країн (наприклад, Польщі, Румунії та Болгарії), середній прибуток на душу населення в Іспанії склав 105,7 %, перевищивши середньоєвропейський рівень
Іспанське диво багато в чому живилось виходом сільського населення в міста, що дозволило значно збільшити робітничий клас. Дуже схожим явищем незадовго до того супроводжувався економічний злет Китаю. Економічний бум призвів до надмірного й неконтрольованого зростання будівельного сектору на периферії головних іспанських міст для розміщення нових робітників, які прибули з сільської місцевості.
Основні міграційні потоки йшли з півдня Іспанії в бік індустріальних районів Каталонії та Країни Басків. У той же час Мадрид став містом послуг і торгівлі, що також збільшило число населення, що потребувало нового житла у значній кількості. Такий феномен збільшив зайнятість у будівельному секторі.
Відкриття Іспанії, що не мала значних запасів корисних копалин, для масового туризму залучило до країни велику кількість іноземної валюти, що використовувалась для сплати імпорту машин, обладнання тощо, необхідних для швидкого розвитку інфраструктури та промисловості. Окрім того, туристична індустрія відзначається підвищеною трудомісткістю, що також забезпечило створення значного числа місць.
Окрім туризму і промисловості, яка зростала, ще одним фактором, що сприяв розвитку, стала еміграція іспанців для роботи на фабриках і будівельних майданчиках у країнах, що сягнули більшого економічного розквіту після Другої світової війни, особливо Франції та Німеччини. Багато хто з тих іспанських робітників надсилав більшу частину свого заробітку своїм родинам в Іспанію, що призвело до зростання споживання й інвестицій.
Щоб прискорити індустріалізацію, іспанський уряд інвестував у великі компанії через Національний інститут промисловості чи безпосередньо, як у випадку з SEAT. Зросло промислове виробництво у старих промислових зонах, наприклад, у Країні Басків і північному узбережжі Ферроля й Віго (металургія, суднобудування), в околицях Барселони (автомобілебудування, машинобудування, текстиль, нафтохімія), Мадрид перетворився на важливий промисловий і комерційний район. Автомобільна промисловість була одним з найпотужніших локомотивів іспанського дива: від 1958 до 1972 року виробництво автомобілів зростало щороку в середньому на 21,7 %. Якщо 1946 року в Іспанії було випущено 72 000 легкових автомобілів, то 1966 — вже 1 мільйон. Символом розвитку став автомобіль SEAT 600, версія італійського Fiat 600, що випускався іспанською компанією SEAT. Разом у період від 1957 до 1973 року було виготовлено понад 794 000 SEAT 600, та якщо на початку того періоду ця модель була першою машиною багатьох родин іспанського робітничого класу, то зрештою вона стала першим «другим» автомобілем у багатьох родинах.
Нафтова криза 1973 року завершила те «дивовижне» зростання, й після того економіка йшла за більш легкою східною траєкторією. Приєднавшись до Європейської економічної спільноти 1986 року та провівши повну перебудову промисловості, Іспанія в економічному та соціальному сенсі перебуває серед промислово розвинених країн, залишивши позаду ситуацію ендемічної відсталості, що спостерігалась до першої половини XX століття.

## Наслідки

Червоним позначено провінції, населення яких зросло в період від 1950 до 1981 року; синім — ті, населення яких скоротилось

Розподіл ефектів економічного дива 1960-их років був нерівномірним. Коли деякі регіони, такі як Мадрид, Каталонія та Країна Басків, швидко нарощували зайнятість і прибуток на душу населення, інші, наприклад, Естремадура, Кастилія — Ла-Манча та меншою мірою Андалусія, майже не відчули впливу економічного буму.
Під час «економічного дива», що співпало з «золотим віком капіталізму», рівень життя заможної Іспанії був близьким до рівня життя розвиненої Європи. Економічне зростання, поряд із наполегливістю та всюдисутністю режиму, призвели до того, що важлива частина того нового середнього класу вважала диктатуру Франко успішною соціальною та робітничою моделлю.
З іншого боку, південні регіони країни з низьким рівнем індустріалізації в набагато меншій мірі відчули наслідки «дива», при тому, що їхня демографія значно змінилась через міграцію населення до більш розвинених районів Іспанії та до решти Європи. Ті регіони, навіть за десятиліття після «дива», продовжували залишатись економічно й соціально відсталими, зберігаючи такі проблеми, як неадекватність основних суспільних послуг, хоч у всіх тих місцях режим заохочував будівництво соціального житла. Винятками стали розташовані на півдні Левант і провінція Малага, які знайшли джерело прибутку й економічного зростання в туризмі.
Відмінності між щільністю населення різних регіонів Іспанії погіршились, залишивши невелику кількість дуже густонаселених районів (середземноморське узбережжя, Країна Басків і Мадрид) і значну демографічну пустелю всередині півострова (за винятком вищезгаданої столиці). Ті демографічні диспропорції зберігаються й дотепер, що поглиблюється старінням населення.